# 山形市産業歴史資料館
山形市産業歴史資料館（やまがたしさんぎょうれきししりょうかん）は、山形県山形市にある資料館である。西部工業団地内にあり、山形鋳物工業団地協同組合が管理。

## 概要
山形鋳物などと言った山形の地場産業の資料を主に展示 。湯釜､鉄瓶､鉄鍋､美術工芸品など地場産業の歴史や製造工程などにが展示・紹介されている。

## 入館料
- 無料

## 開館時間
- 9:00 - 17:00

## 休館日
- 第2･4土曜日、日曜日、祝祭日、年末年始

## 所在地
- 〒990-2351 山形県山形市鋳物町10